# Fatima Zohra Ardjoune
Fatima Zohra Ardjoune là một tướng lĩnh của Quân đội Algeria. Bà là người phụ nữ đầu tiên trong thế giới Ả Rập đạt được cấp bậc tướng. Là một bác sĩ y khoa, bà đã tiên phong nghiên cứu trong lĩnh vực huyết học ở nước này vào những năm 1980. Ardjoune là tổng giám đốc của bệnh viện quân y trung ương.

## Đầu đời và sự nghiệp
Fatima Zohra Ardjoune sinh ra ở Sétif và theo học một trường tiểu học cho người bản địa, sau đó học ở trường trung học nữ sinh ở Kouba. Khi còn nhỏ, bà đã muốn giúp đỡ người khác và tiếp tục theo học ngành y tại Đại học Algiers.
Ardjoune gia nhập Quân đội Quốc gia Nhân dân Algeria vào tháng 2 năm 1972. Trong những năm 1980, bà làm việc với chồng là Mohamed Ardjoun (hiện là Đại tá kiêm Giám đốc Trung tâm Truyền máu của quân đội) để nghiên cứu về các bệnh lây truyền qua đường máu. Cả hai là những người Algeria đầu tiên thực hiện nghiên cứu trong lĩnh vực này và phát triển các phương pháp sàng lọc đầu tiên của Algeria tại Bệnh viện Maillot.
Luận án tiến sĩ Ardjoune đã được chấp nhận vào năm 1983 và bà được thăng cấp bậc thiếu tá vào năm 1986. Ardjoune được bổ nhiệm giáo sư năm 1991 và được đề bạt lên trung tá.
Ardjoune viết các bài báo khoa học về huyết học và giám sát các nghiên cứu sinh sau đại học tại Trường Y tế Quân đội Quốc gia, Đại học Khoa học và Công nghệ Houari Boumediene và tại Đại học Algiers.

## Tướng quân
Ardjoune từng là Tổng giám đốc Bệnh viện Quân y Ain Naâdja (nơi bà trước đây là trưởng khoa huyết học) và được thăng cấp tướng vào ngày 5 tháng 7 năm 2009. Bà là phụ nữ Algeria đầu tiên và là người phụ nữ đầu tiên ở thế giới Ả Rập đạt được cấp bậc này.
Ba phụ nữ nữa được phong hàm tướng trong Quân đội Algeria vào ngày 13 tháng 7 năm 2014 (cùng với 51 nam giới), quân đội Algeria là quân đội có số lượng nữ tướng cao nhất so với bất kỳ quốc gia Ả Rập nào.